# Tazza Maltija 2014-2015
La Tazza Maltija 2014-2015 è stata la 77ª edizione della coppa nazionale maltese. La competizione è iniziata il 4 settembre 2014 ed è terminata il 23 maggio 2015. Il Birkirkara ha vinto il trofeo per la quinta volta nella sua storia.

## Primo turno
| Squadra 1               | Risultato   | Squadra 2          |
| ----------------------- | ----------- | ------------------ |
| 4 settembre 2014        |             |                    |
| Mġarr                   | 1 - 4       | Kalkara            |
| 6 settembre 2014        |             |                    |
| Qrendi                  | 2 - 0       | Marsaxlokk         |
| Xewkija Tigers          | 0 - 1       | Kirkop United      |
| Marsaskala              | 0 - 2       | Santa Venera       |
| Qala St. Joseph         | 2 - 3 (dts) | St. Lucia          |
| 7 settembre 2014        |             |                    |
| Mdina Knights           | 0 - 2 (dts) | St. Lawrence Spurs |
| Ta' Xbiex               | 1 - 2       | Victoria Hotspurs  |
| Oratory Youths          | 4 - 3 (dts) | Luqa               |
| Għajnsielem             | 0 - 2       | Mtarfa             |
| 8 settembre 2014        |             |                    |
| Kerċem Ajax             | 3 - 0       | Attard             |
| 10 settembre 2014       |             |                    |
| Xagħra Utd              | 0 - 5       | Nadur Youngsters   |
| S.K. Victoria Wanderers | 3 - 0       | Munxar Falcons     |

## Secondo turno
| Squadra 1               | Risultato             | Squadra 2          |
| ----------------------- | --------------------- | ------------------ |
| 24 ottobre 2014         |                       |                    |
| Xghajra Tornadoes       | 1 - 2                 | Siggiewi           |
| Ħamrun Spartans         | 2 - 2 (dts) (3-1 dcr) | Vittoriosa Stars   |
| Kalkara                 | 0 - 7                 | Swieqi Utd         |
| 25 ottobre 2014         |                       |                    |
| Lija Athletic           | 7 - 0                 | Oratory Youths     |
| Dingli Swallows         | 1 - 2 (dts)           | Żurrieq            |
| St. George's            | 2 - 2 (dts) (5-4 dcr) | St. Andrews        |
| Għargħur                | 2 - 1                 | St. Lawrence Spurs |
| Żabbar St. Patrick      | 2 - 1                 | St. Lucia          |
| Gżira Utd               | 8 - 0                 | Ghaxaq             |
| Mtarfa                  | 0 - 4                 | Gudja Utd          |
| Birzebbuga St. Peters   | 3 - 2 (dts)           | Kerċem Ajax        |
| 26 ottobre 2014         |                       |                    |
| Fgura Utd               | 1 - 2                 | Nadur Youngsters   |
| Melita                  | 1 - 0 (dts)           | Żejtun Corinthians |
| Mellieħa                | 1 - 5                 | Victoria Hotspurs  |
| Qrendi                  | 2 - 1                 | Santa Venera       |
| S.K. Victoria Wanderers | 0 - 2                 | Kirkop United      |
| Msida Saint-Joseph      | 4 - 1                 | Marsa              |
| Sirens                  | 1 - 1 (dts) (7-6 dcr) | San Ġwann          |
| Pembroke Athleta        | 2 - 1                 | Rabat Ajax         |
| Mqabba                  | 2 - 3                 | Senglea Athletic   |

## Terzo turno
| Squadra 1             | Risultato             | Squadra 2          |
| --------------------- | --------------------- | ------------------ |
| 29 novembre 2014      |                       |                    |
| Swieqi Utd            | 0 - 6                 | Gżira Utd          |
| Nadur Youngsters      | 4 - 1                 | Għargħur           |
| Msida Saint-Joseph    | 1 - 2                 | Żabbar St. Patrick |
| 30 novembre 2014      |                       |                    |
| Sirens                | 1 - 0                 | Lija Athletic      |
| 2 dicembre 2014       |                       |                    |
| St. George's          | 0 - 2                 | Hibernians         |
| Siggiewi              | 5 - 2                 | Żurrieq            |
| Birzebbuga St. Peters | 1 - 7                 | Valletta           |
| Pembroke Athleta      | 0 - 1 (dts)           | Pietà Hotspurs     |
| Balzan                | 2 - 0                 | Kirkop United      |
| Naxxar Lions          | 1 - 2                 | Melita             |
| 3 dicembre 2014       |                       |                    |
| Mosta                 | 6 - 1                 | Senglea Athletic   |
| Żebbuġ Rangers        | 0 - 3                 | Victoria Hotspurs  |
| Tarxien Rainbows      | 0 - 3                 | Gudja Utd          |
| Birkirkara            | 7 - 1                 | Ħamrun Spartans    |
| Qrendi                | 0 - 3                 | Qormi              |
| Floriana              | 0 - 0 (dts) (5-4 dcr) | Sliema Wanderers   |

## Quarto turno
| Squadra 1         | Risultato | Squadra 2          |
| ----------------- | --------- | ------------------ |
| 20 gennaio 2015   |           |                    |
| Victoria Hotspurs | 0 - 1     | Pietà Hotspurs     |
| Melita            | 0 - 2     | Valletta           |
| 21 gennaio 2015   |           |                    |
| Gudja Utd         | 0 - 6     | Sirens             |
| Nadur Youngsters  | 1 - 3     | Hibernians         |
| Floriana          | 0 - 3     | Qormi              |
| Balzan            | 6 - 0     | Żabbar St. Patrick |
| Gżira Utd         | 1 - 4     | Mosta              |
| Siggiewi          | 0 - 3     | Birkirkara         |

## Quarti di finale
| Squadra 1        | Risultato             | Squadra 2      |
| ---------------- | --------------------- | -------------- |
| 13 febbraio 2015 |                       |                |
| Mosta            | 1 - 3                 | Valletta       |
| Balzan           | 1 - 1 (dts) (3-4 dcr) | Hibernians     |
| 14 febbraio 2015 |                       |                |
| Qormi            | 7 - 0                 | Sirens         |
| Birkirkara       | 3 - 0                 | Pietà Hotspurs |

## Semifinali
| Squadra 1      | Risultato   | Squadra 2  |
| -------------- | ----------- | ---------- |
| 16 maggio 2015 |             |            |
| Birkirkara     | 1 - 0 (dts) | Valletta   |
| 17 maggio 2015 |             |            |
| Qormi          | 0 - 2       | Hibernians |

## Finale
| Arbitro: | Andre Arciola |

|                          |           |  |
| Mazzetti 29’ Ledesma 69’ | Marcatori |  |